# La Serranita
La Serranita é uma comuna da província de Córdoba, na Argentina.